# ユ・スビン
ユ・スビン（朝: 유수빈、劉秀彬、1992年11月6日 - ）は、韓国の俳優。聖潔大学校映画学科卒業。J,WIDEカンパニー所属。

## 人物・来歴
2016年、映画『カーテンロール』で俳優デビュー。
2019年から2020年にかけて韓国tvNで放送され、Netflixを通じ海外でもヒットしたドラマ『愛の不時着』で北朝鮮軍の兵士でありながら韓国ドラマに詳しい第5中隊員キム・ジュモク役を演じ知名度を上げた。

## 出演

### テレビドラマ
- 刑務所のルールブック（2017年、tvN） - ヤン・ジョンソク 役
- ライブ～君こそが生きる理由～（朝鮮語版）（2018年、tvN） - 警察官 役
- 別れが去った（朝鮮語版）（2018年、MBC） - ウ・ナムシク 役
- 私だけに見える探偵（朝鮮語版）（2018年、MBC） - カン・ウンチョン 役
- リーガル・ハイ（2019年、JTBC） - キム・ビョンテ 役
- チェックメイト!〜正義の番人〜（2019年、MBC） - ペク・ウォンマン 役
- 愛の不時着（2019年、tvN） - キム・ジュモク 役
- スタートアップ: 夢の扉（2020年、tvN） - 	イ・チョルサン 役
- 人間失格（朝鮮語版）（2021年、JTBC） - スンジュ 役

### 映画
- カーテンロール（朝鮮語版）（2016年）
- 必ず捕まえる（朝鮮語版）（2017年）
- 神と共に 第一章 罪と罰（朝鮮語版）（2017年）
- EXIT（朝鮮語版） （2019年）
- 顔のないボス（朝鮮語版） （2019年）
- スタートアップ! (映画)（朝鮮語版） （2019年）